# Лимонада
Лимонада е безалкохолна напитка с вкус на лимон. В миналото за лимонада се е смятал прясно изцедения сок от лимон, разреден с вода. Лимонадата е една от най-старите безалкохолни напитки за масова употреба. През 1676 година в Париж е създадено сдружението Compagnie de Limonadiers, което започва да продава напитката из страната. Друга страна, където вече лимонадата е придобила широка популярност, е Испания. Произходът ѝ обаче остава неизвестен. В днешно време в България и по-голямата част от Европа под лимонада се разбира газирана напитка, на основа на лимонена киселина, с добавени изкуствени подсладители, оцветители и други химикали.